# Mediální zkreslení
Mediální zkreslení je zkreslení nebo vnímané zkreslení hromadných sdělovacích prostředků ohledně výběru, pokrytí a způsobu prezentace zpráv a informací, které vzniká následkem nedodržování standardů žurnalistiky. Mediálním zkreslením se rozumí zkreslení celého informačního obsahu média, nikoli perspektiva jednotlivého žurnalisty nebo zprávy. Pokud je mediální zkreslení záměrně vytvářeno s cílem ovlivnit posluchače, hovoří se o mediální manipulaci.
Mediální zkreslení nelze nikdy úplně potlačit už proto, že novináři dokáží zjistit a konzumentům médií sdělit jen malou část toho, co se odehrává, a navíc své poznatky musejí zpracovat na základě svého subjektivního pochopení a propojit do uceleného narativu. Vedle toho může být mediální zkreslení způsobeno dalšími příčinami:
- neprofesionální práce samotných novinářů: například neznalost faktů, lenost, zaujatost
- vliv majitelů médií: například výběr personálu, financování, koncentrace médií u určitých vlastníků, tlak na majiteli vyžadovaný způsob prezentace a výběru témat
- snaha o odbyt: například senzacechtivost a bulvarizace, aby médium získalo větší sledovanost
- vliv inzerentů: snaha i zpravodajskou částí média vycházet vstříc jejich zájmům
- vliv politiky: nátlak politiků na média, v některých zemích i cenzura

K typickým mediálním zkreslením patří:
- nerovnoměrné pokrytí, kdy některé zprávy nebo aktéři jsou v médiích pokrýváni neúměrně svému významu (příliš mnoho nebo příliš málo)
- selektivita (gatekeeping bias), kdy jsou některé informace nebo názory z médií vytlačovány, obvykle z ideologických důvodů
- stranění, kdy jsou informace prezentovány tak, aby konzumenta médií vedly k zaujetí postoje podporovaného autory mediálního zpracování
- nadměrná stručnost, což znamená, že informace je zestručněna tak, že nedovolí sdělit složitější nebo méně známý názor či dílčí informaci, třebaže jde o podstatnou záležitost
- tíhnutí k hlavnímu proudu, tedy snaha uvádět stejné informace jako ostatní média a nikoho neurazit
- senzacechtivost, tedy upřednostňování výjimek nad tím, co je běžné, čímž se vzbuzuje dojem, že řídké události, jako pády letadel, jsou častější než události běžné, jako havárie automobilů
- strukturální zkreslení, tedy postup podle mediální rutiny a pokrývání především těch aktérů a událostí, které jsou považovány za hodné zpravodajského pokrytí, například sdělování i nevýznamných detailů o činnosti vysokých ústavních činitelů
- falešná vyváženost („pět minut Židi, pět minut Hitler“), kdy se každé straně poskytuje podobný prostor bez ohledu na to, že tvrzení některé ze stran mohou být mnohem méně podložená a relevantní než tvrzení strany jiné